# Atlas Peak AVA

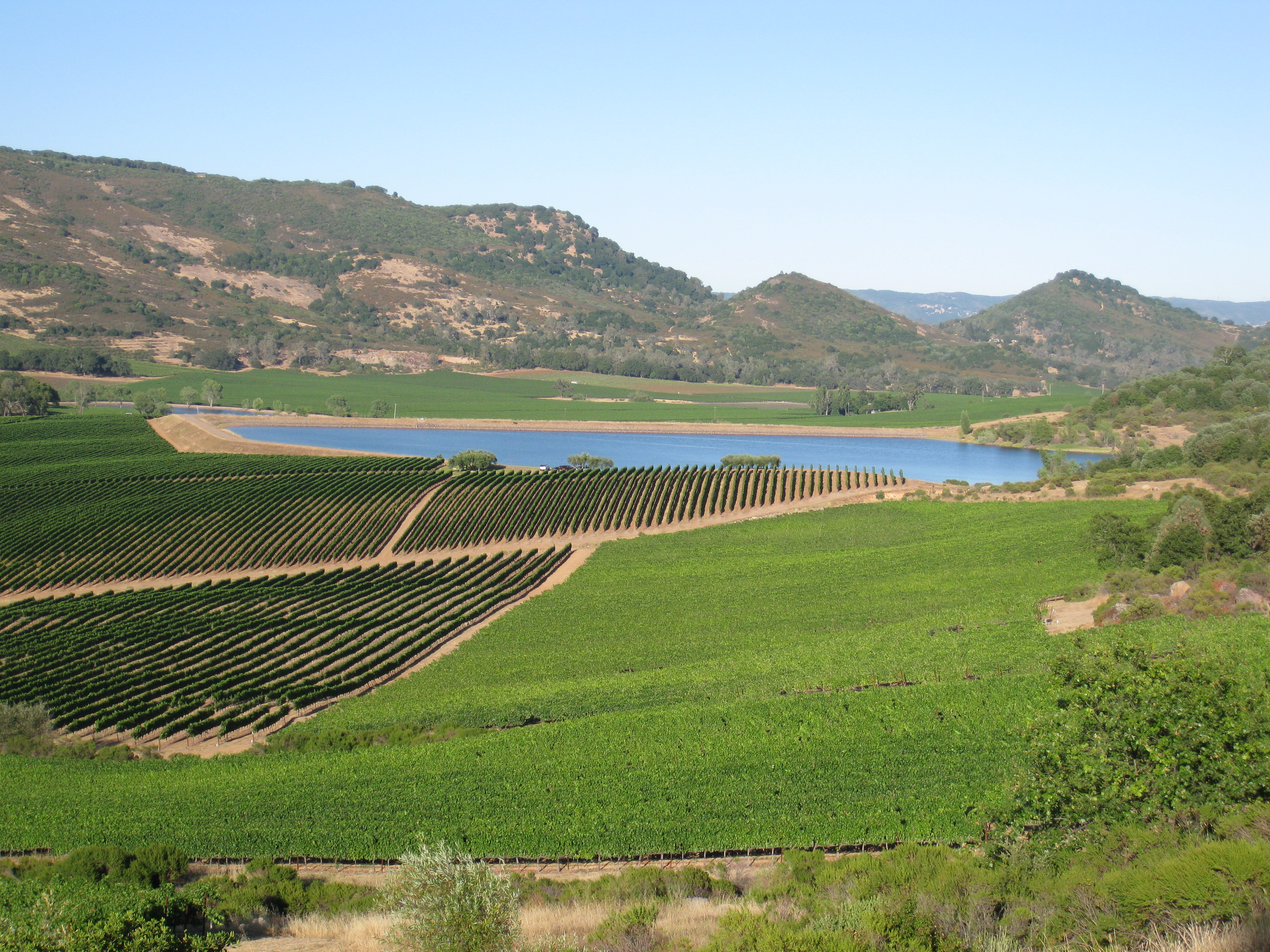
Atlas Peak AVA im Nappa Valley (2009)

Atlas Peak AVA (oder Atlas Peak American Viticultural Area, anerkannt am 22. Januar 1992) ist ein Weinbaugebiet im US-Bundesstaat Kalifornien und Teil der überregionalen Napa Valley AVA. Das Gebiet liegt nordöstlich der Stadt Napa. Die an den westlichen Hängen der Vaca Mountains gelegenen Rebflächen liegen etwas höher als das Umland. Daher profitiert das Weinbaugebiet nicht wie andere Gebiete des Napa Valley vom kühlenden Nebel, der vom Pazifik aufsteigt.
Der Boden vulkanischen Ursprungs ist sehr porös und sein Vermögen, Tageswärme zu speichern, ist gering. Dadurch entsteht im Weinbaugebiet Atlas Peak ein ausgeprägter Unterschied zwischen Tages- und Nachttemperaturen von ca. 12–15 °C. Dieser Temperaturunterschied trägt dazu bei, dass der Säuregehalt in den Beeren ausgeprägt hoch bleibt und den Weinen eine schöne Struktur verleiht.